# Alena Vitásková
Alena Vitásková, roz. Jadroňová, (* 11. prosince 1956 Bohumín) je česká manažerka působící v energetice. Od srpna 2011 do července 2017 zastávala funkci předsedkyně Energetického regulačního úřadu.

## Profesní životopis
Alena Vitásková vystudovala Fakultu pozemních staveb Vysokého učení technického v Brně a od roku 1974 pracovala na různých pozicích v Severomoravské plynárenské, a.s., Ostrava, naposledy ve funkci generální ředitelky a místopředsedkyně představenstva.
V osmdesátých letech byla Alena Vitásková evidována Státní bezpečností ve spisech vedena pod označením A čili agent, s krycím jménem Eva. Zároveň však figuruje i v evidenci zájmových osob StB v kolonce „3. kategorie nebezpečnosti“, tedy jako někdo, komu se socialistické zřízení státu příčí. Alena Vitásková tvrdila a soudila se o to, že její spolupráce s STB nebyla vědomá. Po výpovědi jejího někdejšího řídícího důstojníka STB JUDr. Macháčka ji soud podezření zbavil. Respekt před časem podle tvrzení forum24.cz ze dne 7. 2. 2022 získal nové písemné podklady, které to, že by se u Vitáskové jednalo o nevědomou spolupráci, údajně vylučují. Soudní při na ochranu osobnosti s časopisem Respekt vyhrála.
V letech 2001–2003 působila ve společnosti Transgas, a.s. a RWE Transgas, a.s., ve funkci předsedkyně představenstva a generální ředitelky. V období 2004–2007 byla předsedkyní představenstva Pražské teplárenské, a.s.
Byla prezidentkou Klubu plynárenských podnikatelů. Obdržela titul Manažerka roku 2002.
Po celou svoji profesní kariéru podporovala dobročinné akce a působila v čestných funkcích, například jako místopředsedkyně dozorčí rady Rehabilitačního ústavu Hrabyně, jako předsedkyně dozorčí rady Nadačního fondu manželů Livie a Václava Klausových či jako členka správní rady Mezinárodního hudebního festivalu Pražské jaro.
V roce 2018 byla při slavnostním aktu 28. října prezidentem republiky vyznamenána Medailí za zásluhy I. stupně.

## Předsedkyně Energetického regulačního úřadu
Dne 20. července 2011 ji vláda pod vedením premiéra Petra Nečase jmenovala předsedkyní Energetického regulačního úřadu, a to s platností od 1. srpna 2011 na funkční období 6 let. Předsedkyni úřadu zastupuje pět místopředsedů.
Při svém nástupu do funkce jmenovala hlavní oblasti, na které se hodlá soustředit. „Zaměřím se především na novou agendu vyplývající pro ERÚ z novely energetického zákona, na oblast hospodářské soutěže, obnovitelných zdrojů energie a také na přeshraniční spolupráci v oblasti energetiky“, nastínila své priority Alena Vitásková.

### Alena Vitásková a solární byznys
V pozici šéfky ERÚ zpochybnila stovky solárních investic, u nichž podle ní existuje podezření, že čerpají neoprávněně vysoké dotace. „Zelené elektrárny“ mají na podporu nárok po dobu 15 až 20 let po spuštění. V souhrnu tak ERÚ zpochybňuje sumu v řádu desítek miliard korun.
Alena Vitásková již v červenci 2013 řekla, že se solární byznys vymkl kontrole. „Situace kolem obnovitelných zdrojů a výše podpory se zcela vymkla a její náprava je zásadní pro další vývoj hospodářství v ČR.“
K enormnímu zvýšení počtu žádostí o nové licence došlo nárazově již v roce 2010. Tehdejší vedení ERÚ proces správních řízení při vydávání licencí nezvládlo. S cílem odstranit závažné nedostatky nařídilo vedení ERÚ pod předsednictvím Vitáskové provést v odboru licencí interní audit za léta 2010 a 2011.
Následky předchozích pochybení měly i dále dopad, což vyplývá z mnoha případů, které prošetřovala Policie ČR, i z několika žalob podaných Nejvyšším státním zastupitelstvím.

### Tým „Rychlé šípy“
K prověření licencí a stavu solárních elektráren se v dubnu 2013 ERÚ pod záštitou prezidenta republiky Miloše Zemana rozhodl založit kontrolní tým s interním názvem „Rychlé šípy“, který má za úkol jednotlivé parky kontrolovat. Jedná se zejména o velké elektrárny s výkonem nad 1 MW, připojené v závěru roku 2010. Členy týmu jsou Energetický regulační úřad, Ministerstvo spravedlnosti reprezentovalo Vrchní státní zastupitelství, za Ministerstvo vnitra se zúčastnili zástupci policie. Ve všech případech bylo shledáno menší či větší pochybení, velká část spisů byla předána na Nejvyšší státní zastupitelství, část z nich byla souběžně předána policii s podezřením na spáchání trestného činu, u zbývajících spisů zajistil nápravu Odbor licencí ERÚ.
„Výsledky kontrol jsou alarmující a ukazují na vážný problém selhání více faktorů. To vyžaduje komplexní řešení nejen na úrovni ERÚ, ale i dotčených ministerstev,“ uvedla Alena Vitásková.

### Kauza biometanové stanice
Alena Vitásková důrazně varovala před boomem biometanových stanic. Hrozbou nebyly malé bioplynové stanice, ale velké biometanové stanice, které prodávají proud do sítě. „Je to opět sofistikovaný projekt, který může způsobit stejné škody, jako tomu bylo v případě fotovoltaiky,“ uvedla Alena Vitásková. Předsedkyně ERÚ vyzvala poslance, aby přijetím nového zákona s účinností od ledna 2014 zamezili zapojování dalších elektráren využívajících obnovitelné zdroje do sítě.

### Energetický zákon
Alena Vitásková zásadně nesouhlasí s navrženou novelou energetického zákona, předloženou Ministerstvem průmyslu a obchodu a varuje, že není možné spočítat jeho dopady. ERÚ připravil vlastní pozměňovací návrh, který by riziko zvýšení cen a nestability finančního trhu odstranil. Novela zákona je neustále upravována, ve sněmovně ho doprovází stovky pozměňovacích návrhů.

### Údajné pokusy o vraždu
Poprvé Alena Vitásková mluvila o tom, že po ní někdo jde a chce ji odstranit během období, kdy působila ve státním plynárenského obru Transgas. Tento scénář se pak opakoval i v dalších firmách, kde Vitásková působila. Nejvíce se ale rozvinul během jejího působení v ERÚ.
V průběhu roku 2013 Vitásková zveřejnila, že její auto chtěl někdo vytlačit z dálnice D1 mezi Prahou a Jihlavou. V dubnu 2013 získala předsedkyně ERÚ ochranku od policie. Útokem se na utajeném jednání zabývala bezpečnostní rada státu pod vedením tehdejšího premiéra Petra Nečase.
Podle Aleny Vitáskové ji někdo chtěl zabít také tím, že poškodil výtah v domě, kde bydlela. Policie to ale odložila už za měsíc s tím, že cizí zásah do mechaniky výtahu nezjistila.

### Postoj k atentátům
„Od nástupu se snažím napravit nedostatky, které na úřadu byly. Hlavním důsledkem je vysoká cena energií a vysoká cena za zelené energie. Musíte pak narazit na skupiny těch, kteří se domnívali, že mohou čerpat z veřejných financí, na co si ukážou prstem. A když jim to začnete brát, nazlobíte je do nepříčetnosti“, uvedla Alena Vitásková.

### Stíhání a osvobození v kauze chomutovských fotovoltaik
Státní zástupce brněnské pobočky Vrchního státního zastupitelství v Olomouci na ni a devět dalších osob podal v září 2013 obžalobu v případě solárního podvodu týkajícího se dvou fotovoltaických elektráren na Chomutovsku. Podle policie mělo dojít k podvodnému získání licence na konci roku 2010, ačkoliv obě elektrárny nebyly ještě dokončeny. Záměrem mělo být získání vyšší ceny za výkup elektřiny, kterým by majitelé elektráren během 20 let na garantované vyšší ceně za výkup elektřiny mohli poškodit stát o 1,9 miliardy korun.
V červnu 2014 u brněnského krajského soudu vypovídala kvůli údajnému podílu na podvodech kvůli přidělení licencí dvěma solárním elektrárnám na Chomutovsku. Policie tvrdí, že licence byly vydány předčasně a jejich majitelé proto dodnes neoprávněně čerpají vyšší příspěvky za vyrobenou energii.
Soud jí kladl za vinu, že zmařila přezkumné řízení, v němž mohly být licence majitelům elektráren Saša-Sun a Zdeněk-Sun odebrány. Předsedkyně ERÚ pochybení odmítá. Podle ní je potřeba počkat na rozhodnutí soudu, zda byly licence v tomto případě uděleny řádně.
V pořadu České televize Otázky Václava Moravce uvedla, že nehodlá rezignovat na svou funkci, pokud bude obžalována v kauze solárního podvodu. Tvrdila, že v době, ke které se má vztahovat připravovaná obžaloba, úřad ještě nevedla. Obvinění považovala za nesmyslné, protože se naopak snaží se solární mafií bojovat. Upozornila, že tehdejší klíčoví představitelé ERÚ, kteří byli ve funkci, když se zpochybňované licence vydávaly, mají v případu postavení svědků. Navíc však ono správní řízení z jejího pokynu znovu běží.
Spolu se sedmi dalšími obviněnými byla 22. února 2016 shledána vinna, když jí brněnský krajský soud vyměřil nepodmíněný trest odnětí svobody 8,5 roku do věznice s ostrahou. Rozsudek byl nepravomocný. Vitásková oznámila záměr se odvolat a hájit se všemi dostupnými opravnými prostředky.
V dané věci byla nakonec rozsudkem Vrchního soudu v Olomouci z ledna 2018 pravomocně osvobozena. V březnu 2021 jí Městský soud v Praze přiznal odškodné 80 000 Kč za nepravdivou informaci v ČT.

### Obvinění kvůli jmenování Vesecké
V srpnu 2015 zahájila Policie ČR (konkrétně Útvar pro odhalování korupce a finanční kriminality) trestní stíhání Vitáskové. Byla obviněna z trestného činu porušení povinnosti při správě cizího majetku a trestného činu zneužití pravomoci úřední osoby, když jmenovala v listopadu 2014 Renatu Veseckou místopředsedkyní ERÚ. Vitásková udělala z Vesecké místopředsedkyni úřadu, přestože podle policie nesplňovala zákonné předpoklady. Policie vyčíslila škodu na víc než milion korun. V této věci byla osvobozena v červenci 2020 Krajským soudem v Brně.

### Podezření ze střetu zájmů
Alena Vitásková měla před nástupem do čela ERÚ dvě firmy, které projektují, montují a opravují plynovody (SMP – Služby a Gazoprojekt Czech). Před jejím jmenováním předsedkyní ERÚ obě firmy prodala. První z nich svému bývalému manželovi Vilému Vitáskovi, druhou své současné snaše Monice Vitáskové. Ze zákona totiž předsedkyně ERÚ nesmí v oboru podnikat, vlastnit licenci nebo se podílet na řízení firmy podnikající v energetice. Policie však zajistila e-maily, které mají dokazovat, že i v době, kdy už byla Alena Vitásková v čele ERÚ, dostávala pravidelně k odsouhlasení platby společnosti SMP – Služby a společnosti Gazoprojekt Czech. Současně jí byly zasílány i přehledy peněžních toků společností. Přitom obě tyto společnosti podnikají v energetice.

### Konec ve funkci předsedkyně ERÚ
Mandát předsedkyně ERÚ vypršel Vitáskové na konci července 2017. Od 1. srpna pak v čele ERÚ stojí Rada Energetického regulačního úřadu, která má pět členů.

## Politická angažovanost

### Kandidatura do Senátu
Ve volbách do Senátu PČR v roce 2016 kandidovala jako nestraník za hnutí Úsvit – Národní Koalice v obvodu č. 70 – Ostrava-město. Se ziskem 12,16 % hlasů skončila na 4. místě a do druhého kola nepostoupila. V rámci kampaně se prezentovala návrhem na vyvlastnění majetku podnikatele a mediálního magnáta Zdeňka Bakaly v souvislosti s jeho privatizací OKD.

### Kandidatura na prezidentku ČR
V lednu 2022 oznámila záměr kandidovat v prezidentských volbách v roce 2023. Svou kandidaturu založila na sběru podpisů občanů. K 13. červenci 2022 jich nasbírala asi 40 500, k říjnu pak téměř 65 000. Dne 30. října 2022 oznámila, že když se jí nepodaří nasbírat alespoň 100 000 podpisů, nebude kandidovat. Dne 7. listopadu, kdy se jí sice podařilo nasbírat více než potřebných 50 000 podpisů, ale ne slíbených 100 000, oznámila, že nakonec kandidovat nebude.
Podporu Vitáskové vyjádřil např. prezident Miloš Zeman.